# Stig Holmqvist
Stig Bertil Holmqvist, född 1 juli 1942 i Helsingborg, är en svensk dokumentärfilmare, fotograf och författare.

## Filmografi som regissör i urval
- Blommorna i lägrets skugga (2010)
- Fredens pris (2005)
- Din plats på jorden (2001)
- I Sten Bergmans fotspår (1987)
- Vi vill hem till kamelerna (1985)
- Folket i den östra staden (1981)
- Nayianis bröllop (1981)
- Den gröna skogens folk (1980)
- Folket som fick korna från himlen (1980)
- Resa till okänt mål
- Den gyllene majsens folk (1979)
- Soroji (1973)
- Mangati (1972)
- Familjen Benedict (1970)
- Bagamoyo Camp (1969)
- Irland (1966)
- Om kineser (1966)

## Priser och utmärkelser
- Expressens Heffaklump 1976